# Anchieta
Anchieta és un barri de la Zona Nord del municipi del Rio de Janeiro, al Brasil. Envoltat de turons, limita amb els barris de Guadalupe, Parque Anchieta, Ricardo de Albuquerque, Pavuna i Costa Barros. Al nord, limita amb el municipi de Nilópolis, i amb els barris de Cabral, Olinda i Paiol da Pólvora.
El seu índex de desenvolupament social (IDS), l'any 2000, era de 0,519, el 128è entre 158 regions analitzades en el municipi de Rio. Destaca la Plaça Granito, plaça gran del suburbi carioca.

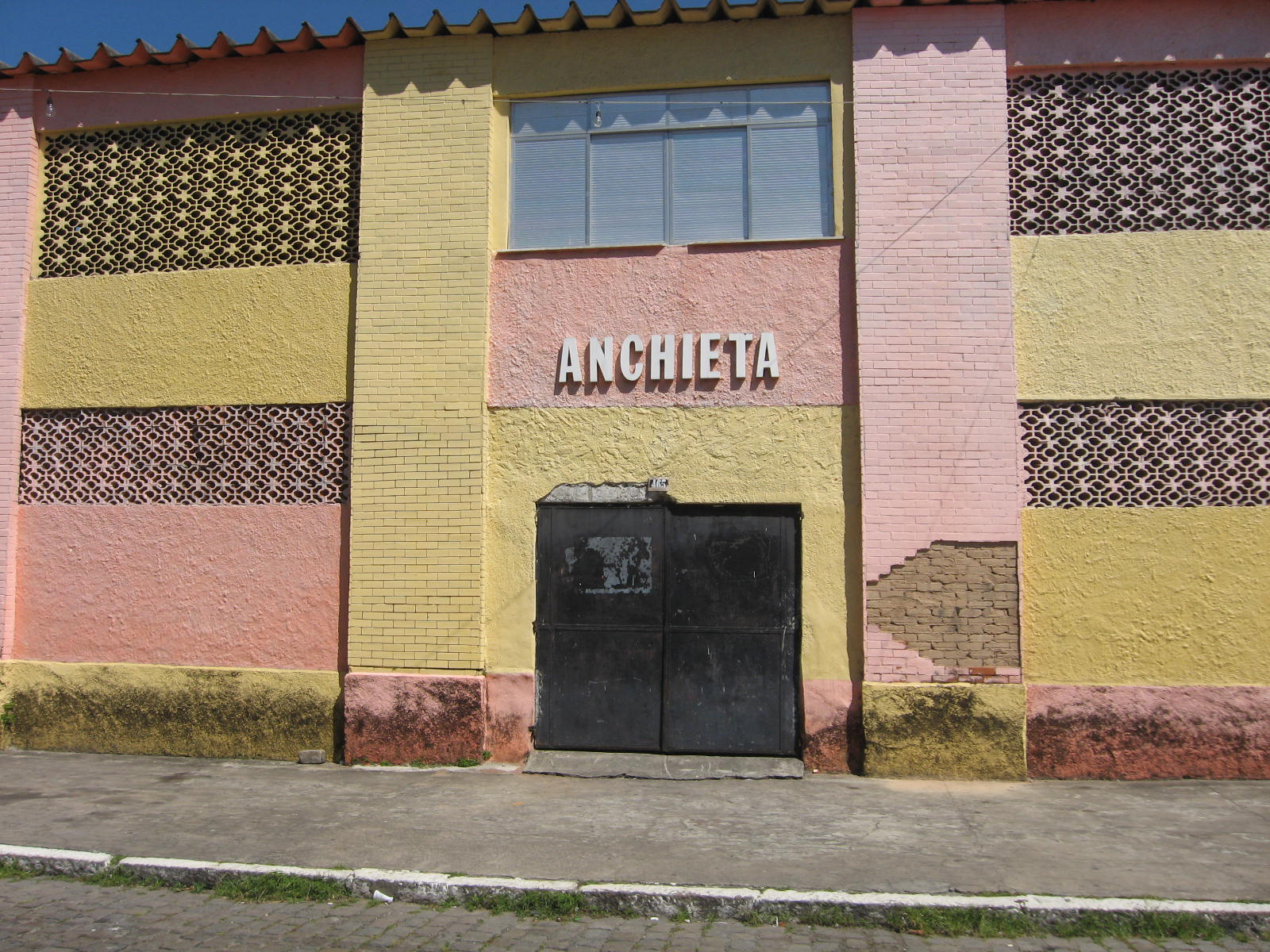
Esport Club Anchieta

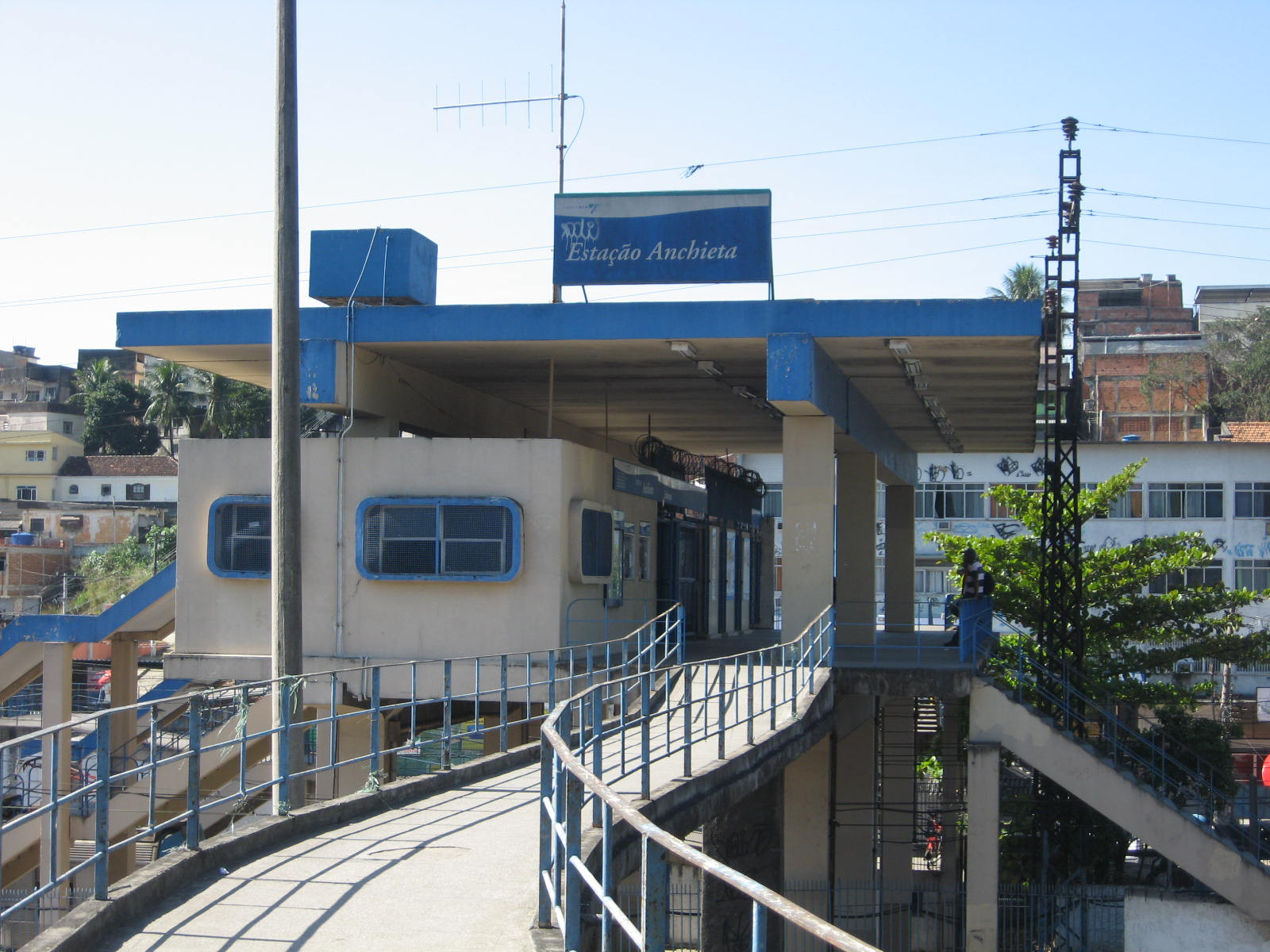
Estació de tren

## Etimologia
El nom deriva d'un homenatge al pare jesuíta José de Anchieta, fundador del Col·legi de São Paulo i fundador de la ciutat de São Paulo.

## Història
Abans de la fundació, el 1896, les terres eren pertanyents a la hisendes Sapopemba i Nazaré. El segle xix, aquestes antigues i pròsperes propietats eren grans productores de cafè i canya de sucre.
Va ser fundat l'1 d'octubre de 1896, juntament amb la construcció de la seva estació de tren, que es va convertir en punt de referència de la regió. Formava part del Ferrocarril Central do Brasil, l'espina dorsal de tot el sistema ferroviari de l'època. El primer tram de la via en la qual el barri està localitzat quedava entre Betlem, actual Japeri, i l'estació Dom Pedro II (Central do Brasil).
El barri veí, Ricardo de Albuquerque, va ser inaugurat el 1913. El nom és homenatge a José Ricardo de Albuquerque, antic director del ferrocarril i poeta.
Va existir una antiga i petita línia de tren que tallava Anchieta. L'inici de la línia era en el barri de Ricardo de Albuquerque, i seguia pel Parque Anchieta i Mariópolis. Havia un tram en el qual un morro va ser dividit en dos. En aquest lloc, es va fer un "tall" anomenat de Rasgão per on el tren passava. Aquest tram seguia per Anchieta fins a arribar a Gericinó (àrea militar coneguda popularment en el passat com "Mata do Governo"). Se sap que aquesta línia va ser extinta abans de la dècada del 1950.